# Мисс Интернешнл 1974
Мисс Интернешнл 1974 (англ. Miss International 1974) — 14-й международный конкурс красоты Мисс Интернешнл. Проводился 9 октября 1974 года в Токио, Япония. Победительницей стала Карен Смит из США.

## Финальный результат
| Финальные результаты | Участница |
| -------------------- | --- |
| Мисс Интернешнл 1974 | - США — Карен Смит |
| 1-я вице-мисс        | - Великобритания — Джоанна Боот |
| 2-я вице-мисс        | - Финляндия — Риитта Раунио |
| 3-я вице-мисс        | - Таиланд — Мишелин Мира Вехиатуа |
| 4-я вице-мисс        | - Австралия — Моник Даамс |
| Полуфиналистки       | - Бельгия — Мари-Роз Питерс - Колумбия — Беатрис Кахьяо Веласко - Греция — Анни Тацопулу - Италия — Феличиана Дель Спирито - Япония — Хидэко Сигэкава - Республика Корея — Кан Ян-сук - Новая Зеландия — Джун Сент Клэр Буханан - Никарагуа — Мария Ривас Аргуэльо - Испания — Консуэло Мартин Лопес - Швеция — Моника Сёдерквист |

## Участницы
| - Аргентина — Нильда Мария Ямагучи - Австралия — Моник Франциска Даамс - Австрия — Маргит Шварцер - Бельгия — Мэри-Роз Питерс - Боливия — Дилиан Нела Мартинес - Бразилия — Жанета Элеомара Оэвелер - Канада — Сандра Маргарет Эмили Кампбелл (World 74 & Universe 75) - Чили — Мария дель Кармен Боно - Колумбия — Биатрис дель Кармен Каьяо Веласко - Коста-Рика — Ильса Мария фон Эрольд - Дания — Лоне Андерсен - Финляндия — Риита Йоханна Раунио (2nd RU Universe 74; 2nd RU Europe 74) - Франция — Жозиан Буффени - Германия — Мартина Мария Цанфт - Великобритания — Джоанна Маргарет Боот - Греция — Анни Татсопулу - Гуам — Розианн Джаник Воллер - Гавайи — Анн Томоко Йошиоко - Нидерланды — Нана Бетстра - Гондурас — Росарио Элена Карвахаль - Исландия — Торунн Стефансдоттир - Индия — Лесли Джин Хартнетт - Индонезия — Лидия Арлини Вахаб (Universe 75) | - Ирландия — Ивонн Костеллое (World 73; Europe & Universe 74) - Италия — Феличиана Шанталь Дель Спирито - Япония — Хидэко Сигэкава - Республика Корея — Кан Ян-сук - Люксембург — Кармен Марколини - Малайзия — Эми Тереза Сиберт - Мексика — Алисиа Элена Кардона Руис - Новая Зеландия — Джун Сент Клэр Буханан - Никарагуа — Мария Ривас Аргуэльо - Филиппины — Эрлинн Рейес Бернардес - Португалия — Ирена Мендеш Тейшейра - Сингапур — Валери О Чун Лиан (World 74) - Испания — Консуэло «Чело» Мартин Лопес (Universe 75) - Шри-Ланка — Даянгани Приянти Нанаяккра - Швеция — Моника Сёдерквист - Швейцария — Астрид Мария Ангст (World 74) - Французская Полинезия — Мишелин Мира Вехиатуа - Таиланд — Увади Сирирачата - Турция — Севсин Кантурк - Уругвай — Мирта Грасиэлла Родригес - США — Карен Смит (Top 7 World 71) - Венесуэла — Марисела Кардерера Мартурет |

## Сноски
- Результаты Miss International 1974 года  (недоступная ссылка с 18-05-2013 [4469 дней] — история)
- Pageantopolis